# 細川村 (愛知県額田郡)
細川村（ほそかわむら）は、かつて愛知県額田郡にあった村。

## 沿革
- 1889年（明治22年）10月1日 - 町村制施行に伴い額田郡細川村、仁木村、奥山田村が合併し、細川村が成立[1]。
- 1906年（明治39年）5月1日- 額田郡岩津村、大樹寺村、奥殿村と合併し、岩津村を新設して消滅[1][2]。